# Tromboneconcert
Een tromboneconcert is een soloconcert voor solo trombone, begeleid door een symfonieorkest of een harmonieorkest.
Voorbeelden van tromboneconcerten:
- Georg Christoph Wagenseil - concert in Es majeur
- Ferdinand David - Concertino voor trombone en orkest in Es majeur, op. 4.
- Nikolaj Rimski-Korsakov - concert voor trombone en harmonieorkest
- Ernest Bloch - Symfonie voor trombone en orkest
- Darius Milhaud - Concertino d'hiver
- Alan Hovhaness - Ouverture op. 76, nr. 1
- Leslie Bassett - Concerto Lirico voor trombone en symfonieorkest
- Ellen Taaffe Zwilich - Concert voor trombone en orkest (1988) en concert voor bastrombone, strijkers, cimbales en pauken (1991)
- Christopher Rouse - Concert voor trombone en orkest (1991)
- Libby Larsen - Mary cassett, zeven liederen voor sopraan, solo trombone en orkest
- Florian Magnus Maier - Harpyie voor trombone en orkest
- Serge Lancen - Concert voor trombone en harmonieorkest
- David Maslanka - Concert voor trombone en harmonieorkest (2007)
- Kalevi Aho - Tromboneconcert (2010) maar ook Symfonie nr. 9 voor trombone en orkest